# Leer (stof)

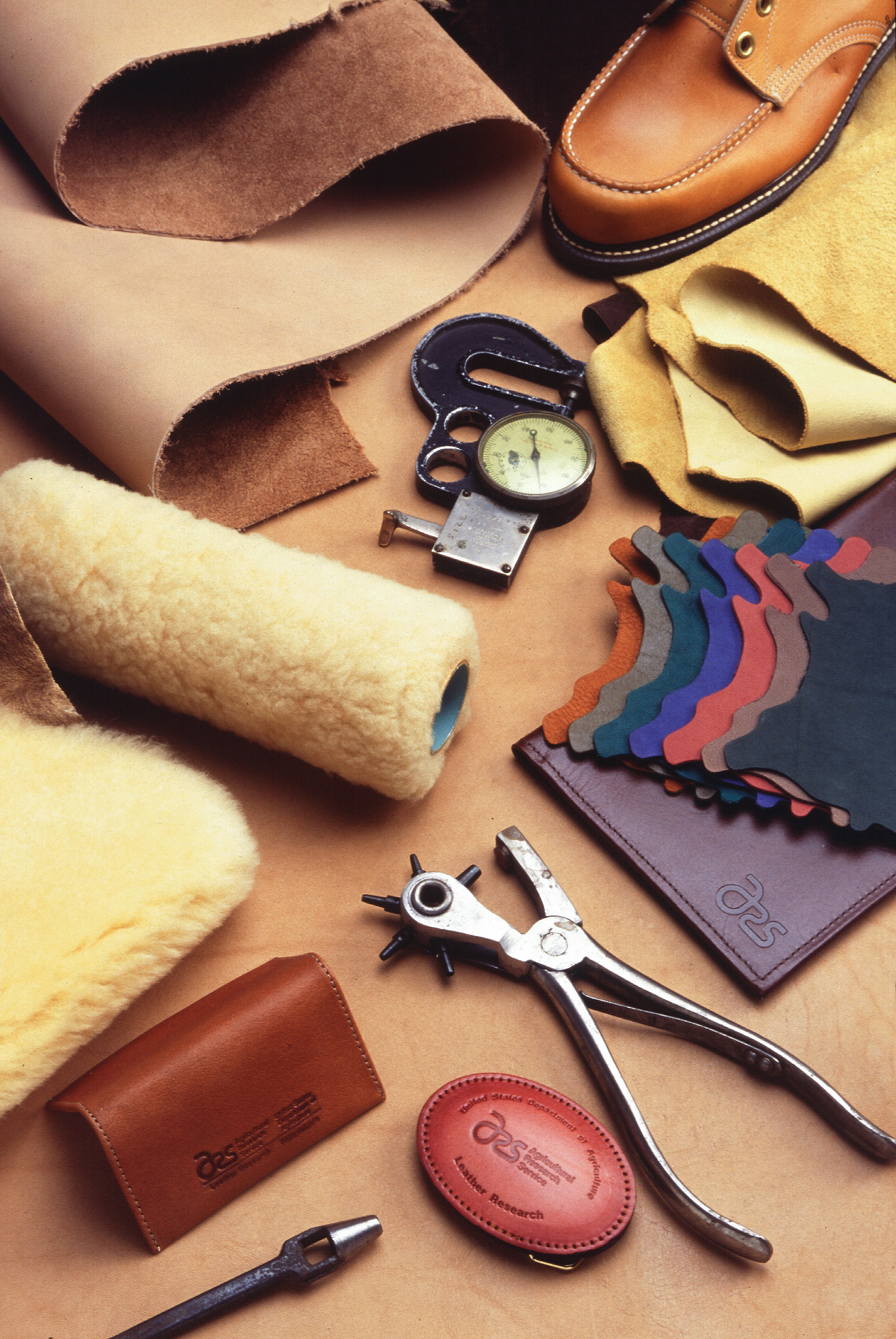
Leer en leerbewerkingsgereedschap

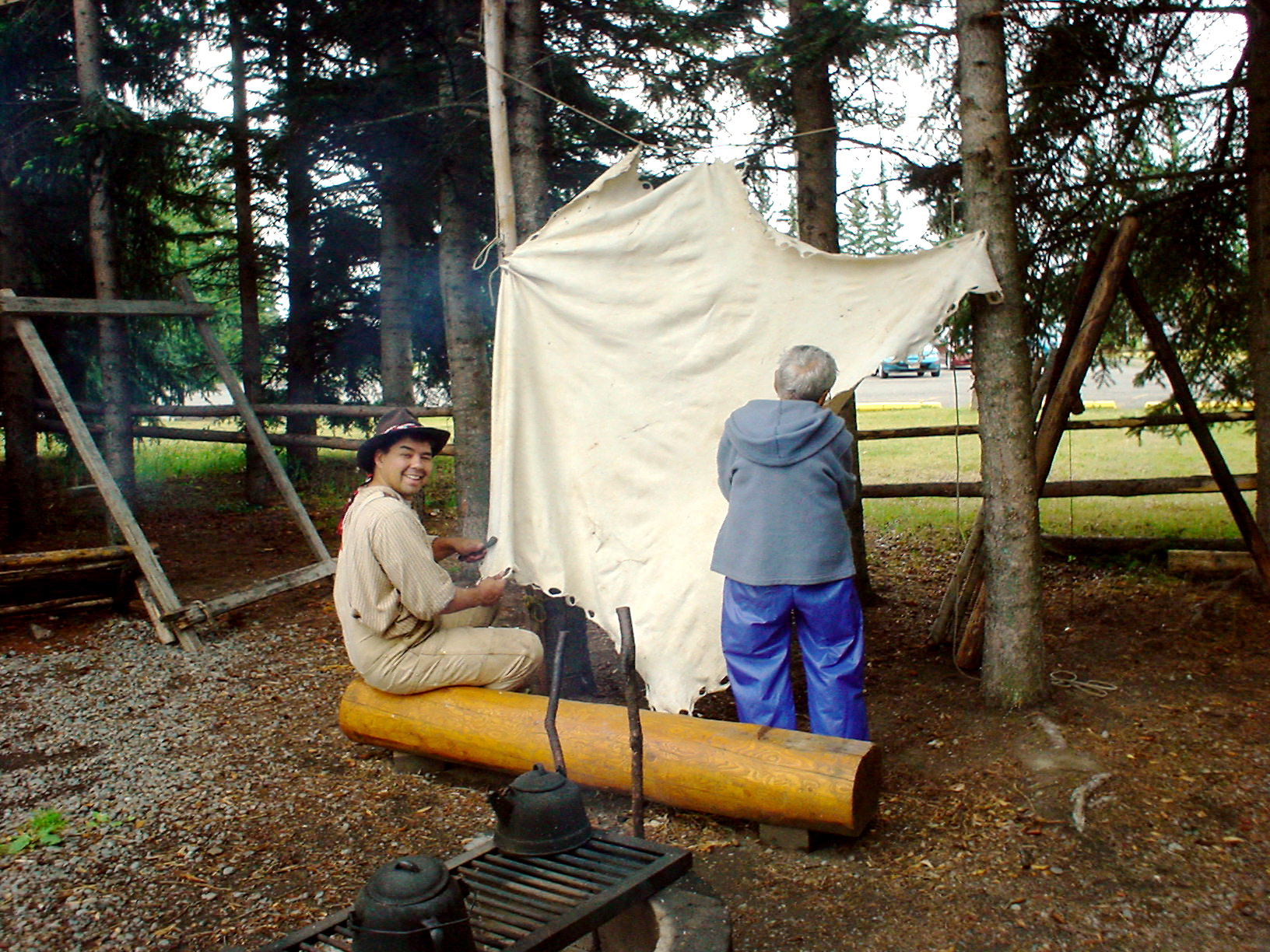
Het looien van een elandsvel in British Columbia

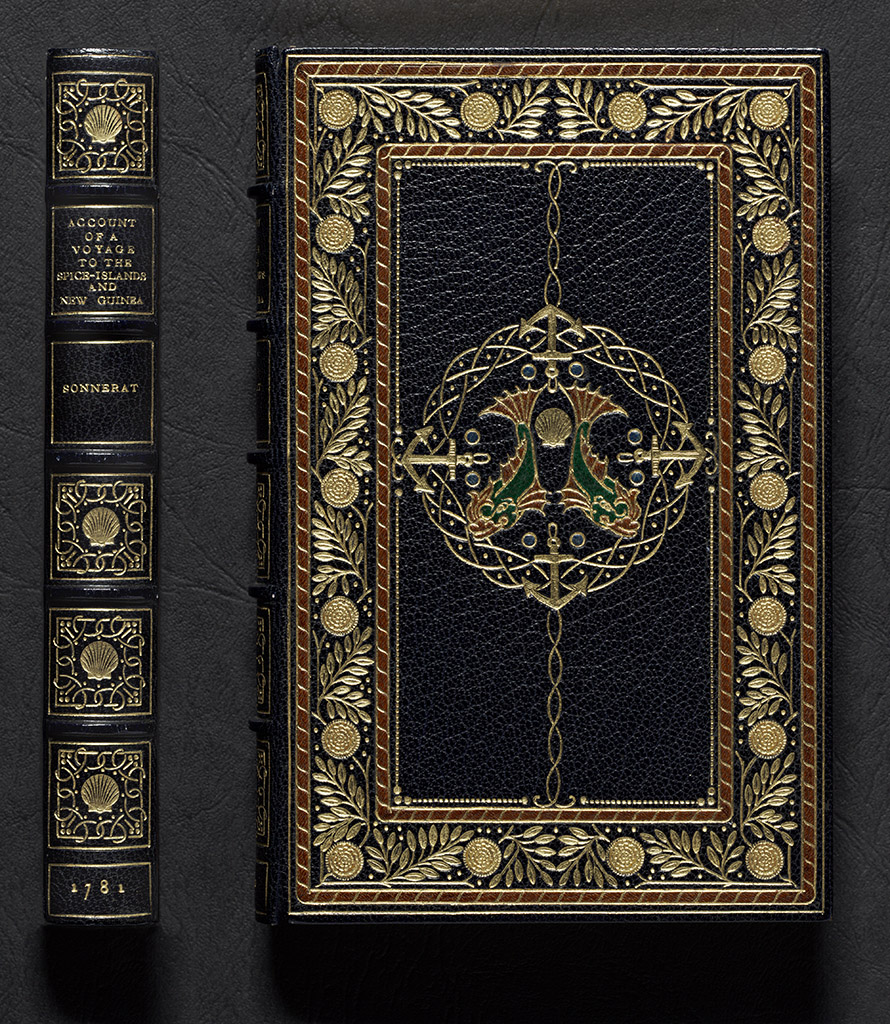
Luxueuze leren boekband van Sangorski & Sutcliffe, 1913

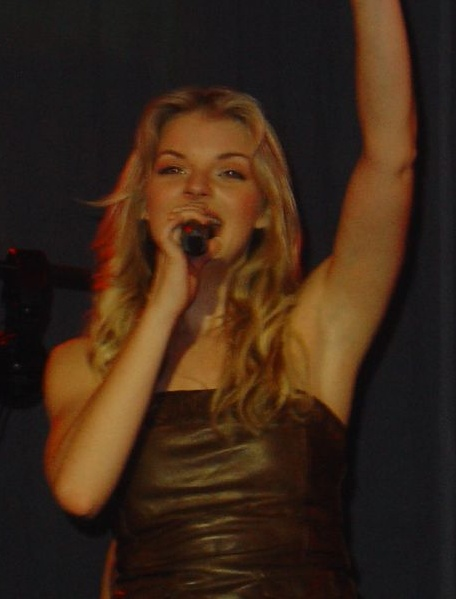
Leren jurk

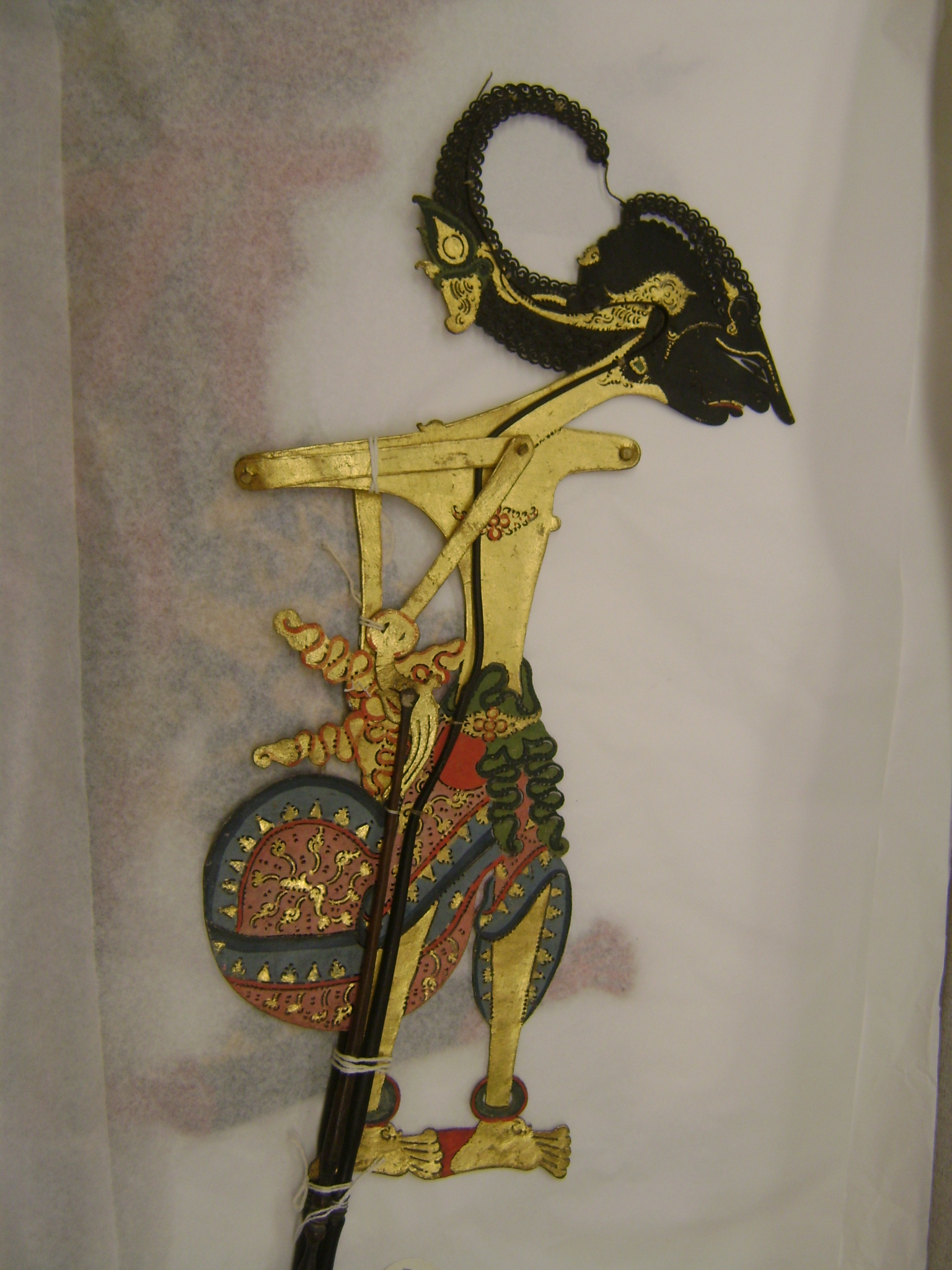
Leren wayang kulit-pop

Leer of leder is een materiaal gemaakt van dierenhuid van bijvoorbeeld koeien, paarden of varkens. Luxueuzere leersoorten zijn afkomstig van bijvoorbeeld een hert, een lam, een ree of een kalf. Ook de huid van krokodillen en slangen wordt tot leer verwerkt, evenals sommige kraakbeenvissen (haaien en roggen). Sommige soorten leer zijn omstreden.

## Gebruik
Leer wordt gebruikt voor tassen, schoeisel (zoals schoenen en sandalen), kleding (zoals jassen, gordels en broeken, onder andere lederhosen), meubels (zoals zetels) en dergelijke. Motorrijders dragen vaak leren pakken om zich te beschermen bij eventuele valpartijen. Het dragen van leer heeft (net zoals bij skinny jeans) voor sommigen ook een seksuele betekenis (fetisjisme). 
Leer heeft enig onderhoud nodig. Vooral schoenen moeten, om het leer soepel te houden, regelmatig gepoetst worden met schoensmeer. Leren kleding zoals motorkleding wordt bij voorkeur ingewreven met speciaal leervet.
Voor beschermde diersoorten (zoals bepaalde slangensoorten en alle krokodilachtigen) gelden regels over bezit, handel en in- en uitvoer op basis van het CITES-Verdrag.
Leer dat in de bodem terechtkomt, blijft soms goed bewaard. Er zijn leren voorwerpen, zoals schoenen en riemen, bekend uit de middeleeuwen of de oudheid. Maar ook de ijsmummie Ötzi uit 3300 voor Christus had leren voorwerpen bij zich, waarvan de diersoort zelfs nog bepaald kon worden.

## Productieproces
Leer is gelooide huid van dieren. Het productieproces, waarbij het leer als eindproduct tot stand komt bestaat uit diverse bewerkingsgangen. Voordat het leer gebruikt kan worden, wordt het gelooid. Daarmee wordt de huid vrijwel onbeperkt houdbaar. Het wordt vaak ook geverfd.

## Ruwe huiden
Na het slachten van het rund wordt de huid gereinigd van alle bederfelijke resten en opgeslagen in koelcellen zodat de huiden houdbaar blijven. De ruwe huiden, croupons genoemd, worden verhandeld op de huidenmarkt waar de prijs door het spel van vraag en aanbod tot stand komt. De leerlooier koopt de ruwe huiden in partijen van enige honderden huiden en maakt daarbij diverse kwaliteitsklassen. Deze kwaliteitsindelingen bepalen sterk de prijs van het leer en is afhankelijk van de huidfouten, die zowel natuurlijk kunnen zijn als huidfouten door de mens veroorzaakt. Natuurlijke huidfouten zijn: horzelgaten, luizenbeten en aantasting door motten. Huidfouten door de mens veroorzaakt kunnen o.a. ontstaan door: brandmerken, prikkeldraadbeschadigingen, vilsneden, rotplekken en looierssneden. Omdat de Europese runderen in een gunstiger klimaat leven en daarnaast ook beter onderhouden worden komen de betere kwaliteiten van ruwe huiden uit Europa.
Deze huiden zijn over het algemeen groter. De huiden van de Zuid-Amerikaanse, de Afrikaanse en de Aziatische runderen zijn vaak kleiner, en door de klimatologische omstandigheden in deze landen hebben deze huiden meer natuurlijke fouten. Een runderhuid is aan de buitenzijde geheel behaard. Aangezien deze behaarde zijde de bovenzijde van het leer wordt, dient deze zijde zorgvuldig gereinigd te worden. Met chemische middelen wordt het haar losgeweekt en weggespoeld. Na deze behandeling is het leer geheel wit van kleur. 
Aan de binnenzijde van de huid bevinden zich vetresten, spierweefsels e.d. Deze worden door middel van een schraapmachine verwijderd.
Een normale runderhuid is 4 tot 6 mm dik. Om tot de gewenste dikte van het leer te komen, wordt de huid gesplitst in over het algemeen 3 delen. De minimale dikte voor de bovenhuid bedraagt ca. 0,9 mm. De onderlaag van de huid wordt gebruikt voor schoenzolenleer, terwijl de tussenlaag, het zogenaamde splitleer, als afgedekt leer van lage kwaliteit, omdat de laklaag snel breekt, op de markt komt. Als de huiden niet direct gelooid worden, kunnen ze bederven en om dit te voorkomen worden ze in een oplossing van keukenzout, zoutzuur en water gelegd, wat pekelen genoemd wordt.

## Het looiproces
Om het leer duurzaam te maken worden de huiden gelooid. Hiervoor bestaan verschillende processen, zoals chroomgelooid en plantaardig gelooid. Over het algemeen wordt de chroomlooiing toegepast wat inhoudt dat de huiden door inwerking van conserveringsmiddelen houdbaar worden. 
Na het looien wordt de dikte van de huiden via een schuurmachine gecontroleerd, waarbij oneffenheden in de huid worden weggeschuurd. Op de huid is het leven van het rund te "lezen". Kleine littekens, schrammen, steken van insecten en verschil in dichtheid van de poriën geven het leer steeds weer andere nuances. Door deze natuurlijke kenmerken van de huid ontstaan eveneens nuances in de kleur. De lichtbreking wordt immers beïnvloed door de structuur van de huid die bij geen enkel stuk leer gelijk is. Het verwerken van een dergelijk natuurproduct vraagt veel vakmanschap en inzicht om tot een optimaal resultaat te komen.

## Traditioneel leerlooien
Eerst werd de huid van het dier gevild. Was het leer bedoeld als materiaal voor schoeisel, dan werd de huid eerst onthaard. Huiden werden geweekt in kalkrijk water waarna de haren er af geschraapt werden. De vleesresten aan de binnenkant van de huid werden er met een scherp mes afgesneden. Dat noemt men vlezen. De vlezer stond hierbij diep gebogen over een schuin opgestelde, iets bolle stenen tafel.
Daarna begon het looiproces pas echt. In een looierij stonden eikenhouten kuipen, ook wel laven genoemd, die half in de grond gegraven werden. Nadat de kuipen met run (gemalen schors van de eik gemengd met water) gevuld waren, werden de huiden erin gehangen. Nadat de huiden uit de kuipen gehaald werden en gedroogd werden, konden ze niet meer bederven.
Voordat de huiden droog waren, werden ze eerst nog afgewerkt door ze te krabben, schuren en walsen, waardoor het leer ging glanzen. Door het walsen werd het leer platter en gladder. Nadat deze stappen doorlopen waren was het leer zo goed als klaar.

## Verven
Het leer uit alle kwaliteitsklassen wordt gebeitst met aniline-kleurstoffen. De verfstoffen dringen diep in de huid tot ca. 1 mm. Hierbij kan men dan spreken van een door en door geverfd leer. Kleurnuances ontstaan doordat niet alle delen van de huid evenveel kleurstof opnemen. De huiden worden gedroogd en verharden daardoor. Door middel van walken (het machinaal kneden van het leer) worden de huiden weer soepel. Het gelakte leer wordt verkregen door het spuiten van de door en door geverfde huiden met kleurlak op waterbasis. Deze klassieke bewerkingsmethode levert een zeer slijtvast en weinig kwetsbaar leer op voor het dagelijks gebruik. De laklaag beschermt het leer tegen inwerking van vocht, transpiratie en vet.